# دينيسي بنينج
دينيسي بنينج هي متزلجة فنية كندية، ولدت في 1 سبتمبر 1967 في ونزر في المملكة المتحدة.

## وصلات خارجية
- دينيسي بنينج على موقع أوليمبيديا (الإنجليزية)